# Louis Stromeyer
Louis Stromeyer   (Hannover, 6 de març de 1804 - Hannover, 15 de juny de 1876) Georg Friedrich Louis Stromeyer, va ser un cirurgià alemany. Era fill del cirurgià Christian Friedrich Stromeyer (1761–1824) i pare de l'artista pintora Helene Marie Stromeyer (1834-1924).
És considerat com el metge militar més eminent d'Alemanya. Després d'estudiar humanitats, es va consagrar a la medicina ia la història natural, sota la direcció del seu pare, a l'escola de Cirurgia de Hannóver, a Göttingen i a Berlín, doctorant-se en aquesta darrera ciutat el 1826. durant tres anys es va perfeccionar, assistint a les principals universitats i escoles d'Alemanya, Anglaterra i París. Va ser deixeble Lawrence, Carlos Bell, Brodie, Guthrie i Dupuytren, havent aquest últim exercit notable influència sobre ell.
De tornada a Alemanya, va començar a exercir la seva professió, i entre altres descobriments va realitzar el de l'estrabotomia. Va adquirir ràpidament gran reputació com a operador i el 1838 va ser nomenat per exercir la càtedra de clínica quirúrgica a la universitat d'Erlangen; durant la seva estada a aquesta ciutat va practicar les seves primeres reseccions articulars. El 1841 va passar com a professor de cirurgia a la Universitat de Múnic i el 1842, amb el mateix càrrec, va passar a Friburg, on va romandre fins al 1848, gaudint d'extraordinària fama.
Durant la guerra de Dinamarca va acceptar el càrrec de cirurgià major de l'exèrcit del Schleswig i el de professor de cirurgia a Kiel; el 1854 va ser nomenat cirurgià major de l'exèrcit de Hannover, i en aquest i els anteriors càrrecs va tenir ocasió d'efectuar les seves interessants observacions sobre les fractures per armes de foc, així com demostrar les seves excel·lents disposicions d'organització del servei militar en temps de guerra, reformant el que estava vigent i aportant interessants modificacions a la recluta del cos sanitari, a l'organització material del servei en campanya, construcció de casernes i hospitals, condicions higièniques que han de reunir, etc.
El 1859, després de l'annexió de Hannover, va abandonar el servei actiu. Va figurar després a la guerra francoprussiana com a cirurgià de l'hospital establert a Versalles, i pels serveis que va prestar als ferits francesos, després de la guerra va ser condecorat pel Govern francès. Pels seus treballs sobre l'estrabotomia, li fou concedit el 1844 un dels primers premis de l'Acadèmia de Ciències de París.
Se li deu:
- De Hydroceles cure per injectionen (Berlín, 1826);
- Skizzen und Bemerkungen von einer Reise nach Danzig und dessen Umgegend (Hannóver, 1832);
- Ueber die Paralyse der Inspirations muskeln (Hannóver, 1836);
- Orthopädische Erfahrungen und Operationen (Hannóver, 1838);
- Beiträge zur operationen Orthophädik oder Erfahrungen über die subcutane Durchschneidung Verkürster Muskeln und deren Sehnen (Hannóver, 1838);
- De combinationeactionis nervorum motoriorum et sensoiorum (Erlangen, 1839);
- Das Korek tom. ein neues Instrument für die Künstliche Pupillenbildung und für die Extraction des ausgewachsensen Ataares (Augsburg, 1842);
- Handbuch der Chirurgie (2 vol., Friburg de Brisgòvia, 1844768);
- Ueber der verlauf des Yyphus unter dem Einflusse einer methodischen Ventilation (Hannóver, 1855);
- Meximen der Kriegshelkunst (Hannóver, 1850, 1860 y 1861);
- Erfahrungen über Schusswunden im Jahre 1866 als Nachtrag zu den Maximen der Kriegsheilkunst (Hannóver, 1867);
- Erinnerungen eines deutschen Arztes (2 vol., Hannóver, 1875).